# Junior (surnom et prénom)
Pour les articles homonymes, voir Junior.
Cette page présente le surnom Junior ainsi que ses variantes.
Cette page présente le prénom Junior ainsi que ses variantes.
Junior est un surnom ou un prénom utilisé en cultures anglophone et québécoise. Abrégé « Jr. » ou, plus rarement, au Royaume-Uni, « Jnr », il est  d’usage lorsqu'un fils a les mêmes prénom et nom de famille que son père. Le surnom Senior, abrégé « Sr. » ou « Snr », s’applique au père.
L’abréviation est placée à la suite du nom de la personne et souvent précédée d’une virgule (format : Prénom Nom, Jr. ou Prénom Nom Jr.).
Son équivalent le plus courant en français est fils ou le surnom le jeune, et son rétronyme père, l'ancien, le vieux ou aîné comme avec Alexandre Dumas fils et Alexandre Dumas père, J.-H. Rosny jeune et J.-H. Rosny aîné ou Caton le Jeune et Caton l'Ancien. Il est rarement utilisé au féminin, par exemple : Eleanor Roosevelt Jr. (en) et Winifred Sackville Stoner Jr. (en).
Le prénom est dérivé du surnom. Júnior est aussi un prénom hispanophone.